# Бестас
Бестас (в пер. с каз. «пять камешков») — песчаная пустыня в северной части Алматинской области Казахстана. Расположена в Балхаш-Алакольской котловине.
Занимает южный берег озера Балхаш к северу от песков Сары-Ишикотрау от которых её отделяет возвышенная гряда высотой до 381 м над. у. м. при уровне воды в Балхаше около 342 м. На востоке Бестас ограничен оазисом реки Каратал, пересекающей местность с юга на север.
Бестаса состоит из узких длинных гряд, с амплитудой расчленения дюн от 3-5 до 30 м.
Среди песков на разном удалении от Балхаша есть и мелкие пустынные озерца, образовавшиеся вследствие его усыхания, но поддерживающие связь с озером под землёй и во время половодья.